# Кладбище на месте погрузочного пирса
Кладбище на месте погрузочного пирса (англ. Embarkation Pier Cemetery) — воинское кладбище комиссии Содружества наций по уходу за военными захоронениями расположенное в районе бухты Анзак, на Галлипольском полуострове. На нём покоятся останки солдат Антанты погибших в Дарданелльской операции.

## Исторический фон
25 апреля 1915 года австралийские и новозеландские части десантировались в секторе бухты Анзак. Началась длительная 8-месячная военная кампания. Район будущего кладбища был занят войсками Союзников в августе 1915 года, в преддверии широкомасштабного наступления в секторе АНЗАК. С островов Эгейского моря сюда свозили значительные подкрепления. В области некрополя размещались сразу два дивизионных штаба, а также эвакуационный пункт. С целью эвакуации пострадавших в грядущем наступлении, 6 августа был сооружён погрузочный пирс. Однако, будучи построенным в неудачном месте, почти сразу же он попал под сильный ружейный и артиллерийский огонь противника. В итоге пирс был заброшен всего два дня спустя.

## Описание
После наступления перемирия было принято решение об объединении нескольких маленьких воинских кладбищ существовавших в этом районе. Таким образом, в состав нового некрополя, основанного на месте пяти единичных могил, влились
- кладбище «Чайлак-Дере №1»
- кладбище «Чайлак-Дере №2»
- Шелковичное кладбище
- кладбище «Апекс» и одиночных захоронений.

Кладбище находится в прибрежной зоне, разместившись между дорогой Сувла — Анзак и пляжем и занимает площадь 4094 м². По бокам обрамлено зарослями сосен и кустарниковых насаждений, заднюю (западную) границу составляет гряда кипарисов. Братские могилы окаймляют кусты розмарина. Своим входом кладбище обращено на восток, к автодороге. Из 944 погребённых здесь военнослужащих 662 опознано не было. В поимённых списках из 282 фамилий, останки 118 австралийцев, 93 британца и 51 новозеландец, однако считается, что они находятся среди массы неопознанных. Для них также установлены индивидуальные надгробия.